# Raches (Elida)
Raches  este un oraș în Grecia în prefectura Elida.